# ارنست ویلیام گودپاسچر
ارنست ویلیام گودپاسچر (انگلیسی: Ernest William Goodpasture؛ ۱۷ اکتبر ۱۸۸۶ – ۲۰ سپتامبر ۱۹۶۰) یک پزشک و دانشمند آمریکایی در زمینه پاتوفیزیولوژی و آسیب‌شناسی بود.
او درک علمی دانشمندان را در زمینهٔ بیماری‌زایی برخی بیماری‌های عفونی، انگلی، ریکتزیایی و ویروسی توسعه و ارتقا داد. وی به همراه همکارانش در دانشگاه وندربیلت، روش‌هایی ابداع کردند توسط آنها می‌توان ویروس‌ها و ریکتزیا را در درون رویان مرغ رشد داد و تخم مرغ را بارور ساخت. این روش‌ها سبب شدند تا دانشمندان بتوانند واکسن‌های آنفلوآنزا، آبله‌مرغان، آبله، تب زرد، تیفوس، تب منقوط کوه‌های راکی و برخی واکسن‌های دیگر را بسازند. وی همچنین نخستین کسی بود که نشانگان گودپاسچر را توصیف کرد.